# Melanagromyza siciliensis
Melanagromyza siciliensis este o specie de muște din genul Melanagromyza, familia Agromyzidae, descrisă de Spencer în anul 1966.
Este endemică în Italia. Conform Catalogue of Life specia Melanagromyza siciliensis nu are subspecii cunoscute.